# Cantonul Thuir
Cantonul Thuir este un canton din arondismentul Perpignan, departamentul Pyrénées-Orientales, regiunea Languedoc-Roussillon, Franța.

## Comune
- Brouilla
- Caixas
- Camélas
- Castelnou
- Fourques
- Llauro
- Llupia
- Passa
- Ponteilla
- Sainte-Colombe-de-la-Commanderie
- Saint-Jean-Lasseille
- Terrats
- Thuir (reședință)
- Tordères
- Tresserre
- Trouillas
- Villemolaque